# Trifești (Neamț)
Trifești è un comune della Romania di 5 235 abitanti, ubicato nel distretto di Neamț, nella regione storica della Moldavia.
Il comune è formato dall'unione di 2 villaggi: Miron Costin e Trifești.

## Storia
Alla fine del XIX secolo, il comune faceva parte della plasa Siretul de Jos del distretto di Roman ed era formato dai villaggi di Rădiu, Șofrăcești e Trifești, con 1829 abitanti. Nel comune esistevano due chiese e una scuola mista. A quel tempo, sul territorio attuale del comune, funzionava nella stessa plasa anche il comune di Brănișteni, formato dai villaggi di Brăniștenii de Jos, Brăniștenii de Sus e Felești, con un totale di 1248 abitanti. Anche qui esistevano una chiesa e una scuola primaria mista con 13 alunni.